# Випрехт (Гройч)
Випрехт Стари (на немски: Wiprecht von Groitzsch, der Ältere, * ок. 1050, † 22 май 1124 в Пегау) е като Випрехт II гау-граф в Балсамгау, от 1070 г. граф на Гройч и от 1123 г. като Випрехт (I) маркграф на Майсен и на Лужица.
Той произлиза от благороднически род от Алтмарк. Син е на гауграф Випрехт I от Балсамгау и на Сигена от Лайнунген (* ок. 1025, † пр. 1110), дъщеря на граф Госвин Стари от Грос-Лайнунген и наследничка на Морунген и Гатерслебен. След смъртта на баща му Випрехт расте от 1060 г. в дома на маркграфа на Северната марка, Лотар Удо II в Щаде. Майка му се омъжва след смъртта на баща му около 1050 г. за Фридрих I от Петендорф (* ок. 1025, † ок. 1060) и след неговата смърт по желание на нейния син става третата абатиса на манастир Виценбург.
През 1070 г. Випрехт сменя наследеното си господство Балсамгау с Удо II със замък Гройч в Остерланд. Със свита от 100 души той отива в Бохемия при херцог Вратислав II и става негов съветник. Випрехт е любимец на крал Хайнрих IV. През 1080 г., той се връща отново в замък Гройч.
През 1080 г. Випрехт се бие с Хайнрих IV против геген-крал Рудолф фон Райнфелден и през 1084 г. тръгва с Хайнрих за Рим против папа Григорий VII.
През 1091 г. той основава бенедиктанския манастир Св. Якоб при Пегау.
През 1085 г. Випрехт се жени за Юдит Ческа († 1108), дъщерята на херцог Вратислав и съпругата му Сватава от Полша. Като зестра тя му донася територията в Гау Нисани и територията на днешна Горна Лужица около Бауцен.
След смъртта на съпругата му Юдит през 1108 г. той се жени през 1110 г. за Кунигунда фон Ваймар-Орламюнде (* 1055, † 1140), вдовицата на граф Куно фон Нортхайм († 1103), дъщеря на маркграф Ото I от Майсен. Син му Випрехт III се жени тогава за Кунигунда от Байхлинген, дъщерята на Кунигунда.
През 1113 г. Випрехт се съюзява с ландграф Лудвиг от Тюрингия и граф Зигфрид от Орламюнде против император Хайнрих V. Въстанието е разгромено от граф Хойер фон Мансфелд. Випрехт е осъден на смърт и чрез даване на цялата си собственост до 1117 г. е затворен в имперския замък Трифелс. Той е освободен и през 1118 г. става бург-граф на Магдебург. През 1123 г. той купува от император Хайнрих V даването му на Маркграфство Майсен и Лужица. Лотар фон Суплинбург и саксонските благородници изгонват Випрехт.
През 1124 г. Випрехт получава тежки изгарания от пожар в неговия имот в Хале. Той умира от това в манастир „Св. Якоб“ в Пегау.

## Деца
С Юдит Ческа той има децата:
- Випрехт III Млади (ок. 1088, † 27 януари 1116), женен за Кунигунда от Байхлинген
- Берта († 16 юни 1144), омъжена за граф Дедо IV от Ветин († 16 декември 1124). Тя наследява Гройч.
- Хайнрих фон Гройч (* ок. 1090, † 31 декември 1135 в Майнц), граф на Гройч и от 1131 г. като Хайнрих III, маркграф на Лужица, женен за Берта от Гелнхаузен († сл. 1137)

С Кунигунда от Орламюнде той няма деца.